# 金文学
金 文学（きん ぶんがく、ハングル: 김문학、拼音: Jīn Wénxué、1962年 - ）は、中国朝鮮族三世で広島県在住の日本の作家、研究者。専門は比較文化学、比較文学、文化人類学。現在、広島文化学園大学社会情報学部・福山大学人間文化学部人間文化学科講師、放送大学客員教授。

## 来歴
中華人民共和国瀋陽出身。1985年、東北師範大学日本文学科卒業。1994年、同志社大学修士課程修了。2001年、広島大学大学院博士課程修了。現在、広島文化学園大学社会情報学部・福山大学人間文化学部人間文化学科講師、放送大学客員教授。
中国出身の朝鮮民族であり、日本に帰化している。「日本人」かつ「韓国人」であり、「中国人」でもあるという、自身の立場から3国を比較した論考を多く著している。

## 著書
- 沈殿成（編） 『中国人留学日本百年史』（上下） 中国遼寧教育出版社, 1997年.
- 金文学 『裸の三国志　－日・中・韓三国比較文化論』 東方出版, 1998年. ISBN 978-4885915604
- 金文学（著）, 金明学, 蜂須賀光彦（訳） 『刀を秘めた中国人』 現代書館, 1999年. ISBN 9784768467510
- 金文学 『中国のエロス文化論』 韓国宇石出版社, 1998年12月
- 金文学 『韓国人・中国人・日本人　－比較文化から三カ国人を探る』 韓国宇石出版社, 2000年9月. 『日本人・中国人・韓国人―新東洋三国比較文化論』白帝社c, 2003. ISBN 978-4891746315
- 金文学 『コリアンドリーム　－韓国と中国の朝鮮族』 韓国宇石出版社, 2000年10月.
- 金文学 (編集), 金明学 (編集) 『韓国民に告ぐ!―在日韓国系中国人兄弟による痛哭の祖国批判』 祥伝社, 1999年. ISBN 978-4396500627
- 金文学 (編集), 金明学 (編集), 蜂須賀光彦 (翻訳) 『韓国民に告ぐ!―日本在住の韓国系中国人が痛哭の祖国批判』 祥伝社黄金文庫, 2002. ISBN 978-4396312893
- 金文学 (著), 蜂須賀光彦 (翻訳) 『中国人民に告ぐ!―「文化大国」が聞いてあきれる-痛憤の母国批判』 祥伝社, 2000年. ISBN 4-396-50066-1 祥伝社黄金文庫, 2005. ISBN 978-4396313685
- 金文学 『韓中日三国人、ここが違う』 韓国韓日文化センター, 2002年3月.
- テリー伊藤, リュウ・ヒジュン, 金文学 『お笑い日韓決別宣言』 実業之日本社, 2002. ISBN 4-408-10499-X
- 金文学 『「反日」という甘えを断て　再び、韓国民に告ぐ!』 祥伝社, 2002年. ISBN 4-396-50070-X
- 金文学 『「反日」という甘えを断て―韓国民に告ぐ!!』 祥伝社黄金文庫, 2005. ISBN 978-4396313920
- 金文学 『中国人による中国人大批判』 祥伝社黄金文庫, 2006. ISBN 978-4396314194
- 井沢元彦, 金文学 『逆検定 中国歴史教科書―中国人に教えてあげたい本当の中国史』 祥伝社, 2005. ISBN 4-396-61251-6 祥伝社黄金文庫, 2008. ISBN 978-4396314477
- 金文学 『愛と欲望の中国四〇〇〇年史』 祥伝社黄金文庫, 2010. ISBN 978-4396315054
- 金文学 『島国根性 大陸根性 半島根性』 青春出版社, 2007. ISBN 978-4-413-04165-2
- 金文学 『第三の母国日本国民に告ぐ! : 日本に帰化した韓国系中国人による警世的日本論』 祥伝社, 2007. ISBN 978-4-396-61298-6
- 金文学 『日中韓表の顔裏の顔 : これでいいのか?』 祥伝社, 2007. ISBN 978-4-396-31433-0
- 金文学 『日中比較優劣論 : 東アジアの「内紛」を超克する方法』 南々社, 2007. ISBN 978-4-8275-3063-6
- 金文学 『「反日」に狂う中国「友好」とおもねる日本 : 親日派中国人による苛立ちの日本叱咤論』 祥伝社, 2004. ISBN 4-396-61206-0
- 金文学 『「混」の中国人 : 日本人が知らない行動原理の裏の裏』, 祥伝社, 2008. ISBN 978-4-396-61317-4
- 金文学 『天馬のクロニクル』 ガリバープロダクツ, 2005. ISBN 9784861070228
- 金文学 『賢い人生術 : 普通人の名言が教える』, ガリバープロダクツ, 2005. ISBN 4-86107-018-X
- 金文学 『好色と中国文化―中国の歴史は夜に作られた』 日本僑報社, 2004. ISBN 978-4931490864